# Zielony szlak turystyczny Rączki – Wojciechów
 Zielony szlak turystyczny Rączki – Wojciechów – szlak turystyczny okolic Włoszczowy i Przedborza.

## Przebieg szlaku
| Odległość | Atrakcje          | Punkt                                           | Skrzyżowania szlaków  |
| --------- | ----------------- | ----------------------------------------------- | --------------------- |
| 0,0 km    | kościół           | Rączki (PKS)                                    | Biały Brzeg – Mrowina |
|           | rezerwat roślinny | rezerwat Bukowa Góra                            |                       |
|           | rezerwat roślinny | rezerwat Murawy Dobromierskie                   |                       |
|           |                   | Kowale                                          |                       |
|           | punkt widokowy    | góra Krzemycza                                  |                       |
|           |                   | Kolonia Boża Wola                               |                       |
| 5,3 km    |                   | granica województw świętokrzyskiego i łódzkiego |                       |
|           |                   | Józefów                                         |                       |
|           | punkt widokowy    | góra Fajna Ryba                                 |                       |
|           |                   | Góry Suche                                      |                       |
|           |                   | Góry Mokre (PKS)                                |                       |
|           | rezerwat roślinny | rezerwat Piskorzeniec                           |                       |
|           |                   | Borowa                                          |                       |
| 25,0 km   |                   | Wojciechów                                      |                       |